# Aitkin
Aitkin è una città degli Stati Uniti d'America, situata in Minnesota, nella contea di Aitkin, della quale è anche il capoluogo.